# Cratere Riemenschneider
Riemenschneider  è un cratere sulla superficie di Mercurio.